# Mariea Crâșmaru

Mariea Crâșmaru

Mariea Crâșmaru (n. 2 iulie 1951, Vetrișoaia, Vaslui) este o radioamatoare, expediționară temerară (cu indicativul YO6GSZ), călătoare româncă intrată în Cartea Recordurilor la capitolul "globe-trotter", pentru "cea mai lungă călătorie efectuată vreodată”. Ea este singura femeie din lume care a străbătut 120 țări, a atins cei doi poli ai Terrei și cele șapte continente în 3 ani și 5 luni. Din călătoriile sale a rezultat ”cel mai lung pașaport din lume” (154 de pagini și o lungime de 19 metri) înscris și el în The Guinness World Records. În efortul său, românca a parcurs peste 300.000 kilometri, a urcat la înălțimi de peste 6.000 metri și a îndurat temperaturi de -38 de grade (în Antarctica) sau de +60 de grade (În Emiratele Arabe Unite, în deșert)!